# LinuxEXPRES
LinuxEXPRES byl český časopis vydávaný do roku 2007, dnes je to internetový portál se zaměřením na open source a Linux. Vydavatelem je dnes vydavatelství CCB, do roku 2013 byla vydavatelem firma QCM.

## Historie
LinuxExpres vycházel jako měsíčník v tištěné podobě od prosince 2004 do července 2007. Celkem vyšlo 33 čísel. Původním vydavatelem byla společnost QCM s.r.o, v roce 2009
správu obsahu převzal Liberix. Od dubna 2013 je vydavatelem společnost CCB spol. s r.o. Na pozici šéfredaktora působil nejprve Lukáš Zapletal a později Vlastimil Ott, od 12. ledna 2011 pak Miroslav Hrončok. V průběhu roku 2013 se stal šéfredaktorem opět Vlastimil Ott, k 1. září 2013 ho nahradil Lukáš Jelínek.
LinuxEXPRES byl jediným původním českým časopisem zaměřeným na open source. V roce 2007 bylo z ekonomických důvodů rozhodnuto nepokračovat ve vydávání tištěného časopisu a publikovat pouze prostřednictvím portálu LinuxEXPRES.cz.
V roce 2009 redakce LinuxEXPRESu iniciovala založení OpenMagazínu.